# Загородный сад (Тюмень)

Статуя дам на прогулке

За́городный парк — парк в Тюмени. Находится в Центральном административном округе Тюмени недалеко от Профсоюзного моста через реку Тура.

## История
Впервые Загородный парк появился на пустыре в 1851 г., когда на деньги купца Ивана Иконникова на площади около 100 десятин (40 тысяч м²) были посажены тысячи деревьев — лип, берез, елей и сосен. Парк был назван Александровским в честь посещения Тюмени 31 мая 1837 г. цесаревичем Александром — будущим царём Александром II — во время его поездки по Сибири. По легенде цесаревич посадил на берегу реки Туры дерево. В 1868 г. Тюмень посетил сын царя Александра II князь Владимир, который в знак признательности тюменцам за создание большого великолепного сада, посадил здесь кедр. Оба этих дерева не сохранились.
В те времена в саду были построены двухэтажный дом с верхней галереей, дом для отдыхающих, здание для охранников. Там же были сооружены площадка для военного оркестра и танцев, палатки, в которых продавались фрукты и выпечка. Сад располагал оранжереей, в которой росли ананасы и некоторые другие тропические растения. Во время праздников в саду велись богослужения. Кроме того по постановлению городской Думы Тюмени в честь визита цесаревича в саду ежегодно 31 мая проводили праздничные гуляния.
После Октябрьской Революции 1917 г. сад был заброшен и пребывал в таком состоянии вплоть до 1948 г., когда часть сада была облагорожена усилиями рабочих судостроительного завода. В парке был сделан пруд, через лог был переброшен мостик, здесь установили тир и ресторан с верандой. В парке был установлен памятник Сталину, висели портреты членов Политбюро, а также Доска почёта судостроительного завода. Саду дали название Сада судостроителей, однако это название не прижилось, и его по-прежнему называли Загородным. Сад служил местом отдыха тюменцев, здесь с 18:00 до 23:00 играл духовой оркестр, разливали пиво.
В 1960-е гг. сад снова был заброшен, и к 1970-м гг. пришёл в запустение. На территории сада начали строить жилые дома, детский сад, гаражи, через него проложили дорогу к Профсоюзному мосту.
Новое возрождение сада началось только в 2007 г. Его площадь сократилась в 10 раз, название Александровский стало официальным. В парке восстановили фонтан, установили скульптуры жителей в одежде XIX в («Гусар», «Дамы на прогулке», «Отдыхающая девочка», «Мальчик»). Авторами скульптур выступили тобольский архитектор Елена Кащаева и сотрудник департамента градостроительной политики г. Тобольска Марина Спирченко.